# Valeria Morales Delgado
Valeria Morales Delgado (Cali, 2 de enero de 1998) es una modelo y reina de belleza colombiana. Ganadora del Señorita Colombia Universo 2018, fue la encargada de representar a Colombia en Miss Universo 2018 que se llevó a cabo el 16 de diciembre del mismo año en Tailandia. En 2021, participó en el videoclip del cantante puertorriqueño Rauw Alejandro, Todo de ti.

## Vida personal
Valeria Morales nació en Cali. Actualmente estudia Comunicación Social en el Broward College, en Florida, Estados Unidos. Además, es modelo profesional.

## Trayectoria

### Concurso Nacional de Belleza de Colombia 2018
Luego de su designación oficial en agosto de 2018 como Señorita Valle, por parte del Comité de Belleza del Valle del Cauca (Combelleza), la joven caleña se convirtió en una de las máximas favoritas para alzarse con el título de Señorita Colombia en el Señorita Colombia Universo 2018, edición tardía realizada el 30 de septiembre de ese año, donde se perfiló como la más opcionada para ser la sucesora de Laura González. Con su triunfo, Morales le brinda al Valle la undécima corona en el concurso, igualando a Atlántico en el primer lugar de los departamentos con más victorias en la historia del certamen.
Como parte de su labor social, la Señorita Colombia Valeria Morales lanza la campaña «Indeleble», para invitar a quienes se han enfrentado a situaciones de rechazo y discriminación en Colombia o en el extranjero para que cuenten sus historias.

#### Duración de su reinado
Valeria Morales es la poseedora del récord actual con el reinado más corto en la historia del CNB, pues luego de ser elegida como Señorita Colombia Universo en el evento especial Rumbo a Miss Universo 2018 (transmitido por el Canal RCN), la vallecaucana asumió su título por 42 días (1 mes y 12 días), entre el 30 de septiembre de 2018 y el 12 de noviembre del mismo año, fecha en la que Gabriela Tafur Náder, también representante del Valle fuere proclamada reina de los colombianos.
Su récord se une junto al de María Yolanda Emiliani Román, Señorita Colombia 1934-1947, a quien se le acredita el período más largo en la historia del certamen (13 años), debido a los conflictos que el país atravesaba en esa época. Actualmente, el reinado más extenso en la historia reciente del concurso es el de Laura González Ospina, Señorita Colombia 2017, quien habiendo sido elegida el 20 de marzo de 2017, entregó el título el 12 de noviembre de 2018, tras 19 meses y 22 días de reinado (592 días).

### Miss Universo 2018
Al resultar ganadora del certamen nacional, Morales obtuvo la responsabilidad de representar a Colombia en la 67.ª edición del Miss Universo, que se realizó en Bangkok, Tailandia, el 16 de diciembre de 2018, donde no logró clasificación alguna.

## Controversias
Durante una entrevista Morales, entonces Señorita Valle, afirmó que no compartía la elección de Ángela Ponce como Miss Universo España por ser transexual, sus palabras fueron "el reinado de belleza es para mujeres que nacemos mujeres, y creo que para ella también sería una desventaja, entonces por eso hay que respetarle la idea, pero no compartirla”. Tras ser elegida representante de Colombia en Miss Universo, Valeria Morales también fue grabada teniendo actitudes similares con sus compañeras de concurso.